# Olivia Cummins
Olivia Cummins, née le 6 août 2003 à Grand Junction, est une coureuse cycliste américaine. Elle participe à des compétitions sur piste et sur route.

## Biographie
Olivia Cummins est originaire de Grand Junction, au Colorado. Elle commence le cyclisme à l'âge de cinq ans. En 2018, alors qu'elle n'a pas encore 15 ans, elle est membre du quatuor qui remporte la poursuite par équipes aux championnats des États-Unis juniors (moins de 19 ans). L'année suivante, elle réitère son succès avec d'autres équipières. En 2021, à l’âge de 18 ans, elle devient championne des États-Unis du contre-la-montre juniors.
En 2022, elle participe principalement à des courses sur route en Amérique du Nord et en Europe avec l'équipe LUX Cycling. Elle termine dans le top 10 dans une étape de la Joe Martin Stage Race ainsi que dans la MerXem Classic, une course d'un jour belge. Sur piste, elle est médaillée de bronze de la poursuite par équipes aux championnats panaméricains de Lima. En 2023, elle rejoint l'équipe continentale américaine DNA Pro Cycling et étudie en même temps la psychologie à l'Université Colorado Mesa. 
En 2024, en tant que membre de l'équipe américaine, elle remporte la poursuite par équipes aux championnats panaméricains. Dans cette discipline, elle est sélectionnée pour représenter les États-Unis aux Jeux olympiques de 2024, à Paris.

## Palmarès sur piste

### Championnats du monde
- Glasgow 2022
  - 6e de la poursuite par équipes

### Championnats panaméricains
- Lima 2022
  -  Médaillée de bronze de la poursuite par équipes
- Los Angeles 2024
  -  Médaillée d'or de la poursuite par équipes
  -  Médaillée de bronze de la poursuite
- Asuncion 2025
  -  Médaillée d'or de la poursuite par équipes (avec Bethany Ingram, Reagen Pattishall et Emily Ehrlich)
  -  Médaillée d'argent de l'américaine (avec Bethany Ingram)

### Championnats nationaux
- 2018
  -  Championne des États-Unis de poursuite par équipes juniors
- 2019
  -  Championne des États-Unis de poursuite par équipes juniors
- 2021
  -  Championne des États-Unis de poursuite juniors

## Palmarès sur route

### Par années
- 2021
  -  Championne des États-Unis du contre-la-montre juniors
  - 3e du championnat des États-Unis sur route juniors
  - 8e du championnat du monde du contre-la-montre juniors
- 2022
  - 2e du championnat des États-Unis du contre-la-montre espoirs
- 2023
  - 3e étape de la Valley of the Sun Stage Race

### Classements mondiaux
| Année                                 | 2022 | 2023  |
| ------------------------------------- | ---- | ----- |
| Classement UCI                        | 589e | 1370e |
|                                       |      |       |
| Légende : nc = non classéSource : UCI |      |       |